# Csíki László (mezőgazdász)
Csíki László (Magyarköblös, 1897. augusztus 25. – Keszthely, 1988. október 13.) mezőgazdász, főiskolai tanár.

## Élete
1919-ben fejezte be tanulmányait a Magyaróvári Magyar Királyi Gazdasági Akadémián, okleveles gazda lett. 1921-től 1925-ig tanársegéd, majd 1925-től segédtanár az Akadémián. 1928-ban Keszthelyre kerül tanárnak. 1932 és 1944 között Budapesten a Földművelődésügyi Minisztériumban dolgozott a szakoktatási főosztályon. Ezután visszatért Keszthelyre. 1946 májusától mint egyetemi tanár az Agrártudományi Egyetem Mezőgazdaságtudományi Karának Keszthelyi Osztályán az Alkalmazott Mezőgazdasági Üzemtani Tanszék vezetője lett. Vezette a Gazdasági Szakoktatási Főigazgatóság Dunántúli Kirendeltségét is. Betegsége miatt 1948-ban nyugdíjba ment. 1954-től 1967-ig a főiskola könyvtárának vezetője volt. Nyugdíjasként főleg agrártörténeti tanulmányokat publikált.

## Művei
- A takarmány helyes konzerválása, raktározása és előkészítése, Budapest, 1936
- Mezőgazdasági szakoktatásunk kialakulása, fejlődése és mai helyzete, Budapest, 1941
- Intézményünk története a Georgikontól napjainkig, Keszthely, 1971
- Agrártudományi Egyetem Keszthely, Keszthelyi és Mosonmagyaróvári Mezőgazdasági Karának története, Keszthely, 1981
- A keszthelyi agrár-felsőoktatás története, Keszthely, 1989